# Crljenik
Crljenik je selo u Zadarskoj županiji. 

## Upravna organizacija
Upravno pripada općini Stankovcima.

## Zemljopisni položaj
Nalazi se na jugoistočno od Stankovaca.

## Promet
Nalazi se nedaleko od državne ceste D27, sa zapadne strane. Preko puta se nalazi selo Velim.

## Stanovništvo
Prema popisu 1991., u Crljeniku su živjela 163 stanovnika, svi Hrvati.
Prema popisu iz 2011. u naselju je živjelo 130 stanovnika.
| broj stanovnika |       |       | 64    | 70    | 103   | 106   |       |       | 231   | 242   | 271   | 163   | 216   | 163   | 141   | 130   | 123   |
|                 | 1857. | 1869. | 1880. | 1890. | 1900. | 1910. | 1921. | 1931. | 1948. | 1953. | 1961. | 1971. | 1981. | 1991. | 2001. | 2011. | 2021. |